# شاحنة طعام

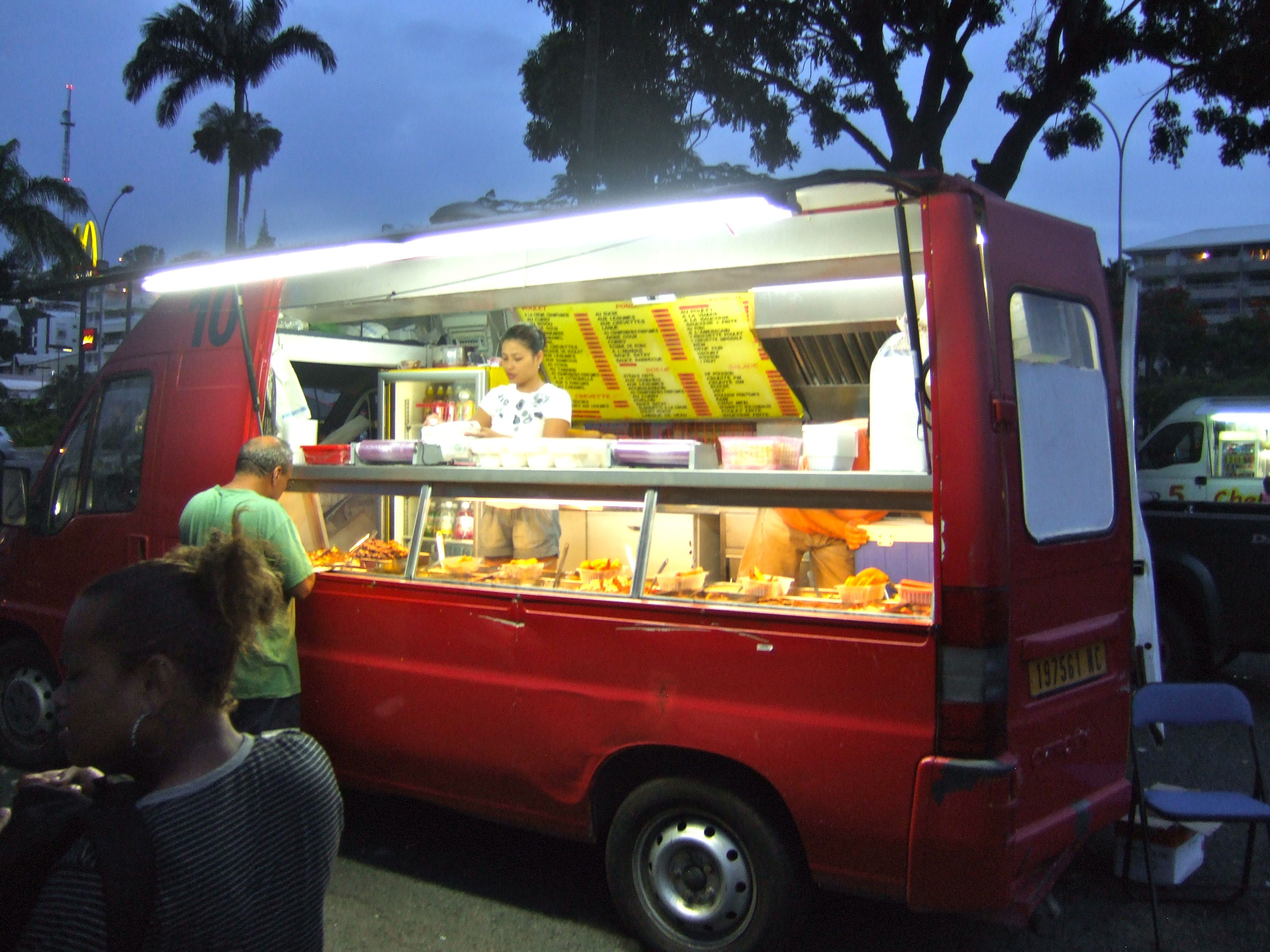

شاحنة الطعام (بالإنجليزية: Food truck)‏ هي مركبة معدة لطهي وبيع الطعام. بما فيهم عربات الأيسكريم، لبيع المثلجات أو الطعام الجاهز; البعض لديهم مطابخ على متن قاطرات مجهزة لإعداد الطعام من الصفر. ومن الوجبات التي تقدم: السندويشات، الهامبرجر، البطاطس المقلية، وغيرها من الوجبات السريعة الإقليمية الشائعة.
ارتبطت عربة الأطعمة في السنوات الأخيرة بظاهرة المطعم المؤقت. وبالتالي لاقت استحسان الجميع لتقديمها مأكولات شهية ومجموعة متنوعة من الأطباق المتخصصة وقائمة الطعام الأصيلة.ويكون في الواجهة الأساسية لقطاع بيع الأطعمة في الشوارع أكشاك الطعام، وعربات الأطعمة الصغيرة والتي بدورها تخدم مايقدر نحو 2.5 مليار شخص كل يوم.

## التاريخ
كانت الولايات المتحدة، تشوكواجون تكساس في نهاية الثمانينات هي السلف لعربة الأطعمة الأمريكية.ظل رعاة البقر على درب طويل لعدة أشهر في كل مرة من رعي الماشية من الجنوب الغربي إلى الأسواق في الشمال والشرق.
جهز تشارلز غودنيت «رئيس ولاية تكساس بانهاندل،» وصاحب مزرعة المواشي في تكساس، في عام 1866، عربة قديمة متينة الأساس تابعة لجيش الولايات المتحدة مع الرفوف الداخلية والأدراج، ومخزن مع أدوات المطبخ
والمواد الغذائية والإمدادات الطبية. يتكون الطعام من البقول المجففة والقهوة، دقيق الذرة، لحم الخنزير الدهني المقدد، الملح، لحم الخنزير، لحم البقر، وعادة تكون مجففة أو مملحة أو مدخنة وغيرها من الاطعمة سهلة الحفظ. كانت الاطعمة مخزنة في العربة مع برميل الماء وحبال لتوقيد الحطب سواء كانت لطهي الطعام أو للتدفئة.
كانت تسمى عربة الأطعمة في السابق عربة الغداء والتي صممها بائع المواد الغذائية والتر سكوت في عام 1872. قص سكوت النوافذ في عربة مغطاة صغيرة، وركنت أمام مكتب الصحيفة في بروفيدانس ولاية رود آيلاند، وباع السندويشات والفطائر والقهوة على الإعلاميين والصحافيين. صنع نادل المطعم، توماس باكلي في الثمانينات، عربة الغداء في ووستر، ماساتشوستس. وقدم نماذج مختلفة مثل«آول» والبيت الأبيض كافيه. مع الميزات التي تضمنت المغاسل، والثلاجات ومواقد الطبخ، وأيضا النوافذ الملونة وغيرها من كماليات الزينة.
وكانت أحدث إصدارات عربة الأطعمة، المقاصف المتنقلة والتي أنشئت في أواخر 1950. ورخص جيش الولايات المتحدة المقاصف المتنقلة وشغلت على قواعد الجيش العسكري الأمريكي.
كانت عربة الاطعمة المتنقلة، أو ماتسمى «حافلات روتش،» موجودة منذ سنوات، والتي تخدم مواقع البناء والمصانع وغيرها من المواقع لذوي الطبقة الكادحة. توفرت عربة الاطعمة كوسيلة لطلب الطعام الجاهز بشكل سريع وبتكلفة منخفضة في المدن الكبرى في الولايات المتحدة. وعادة لا يتم البحث عن عربة الاطعمة بسبب التكلفة البسيطة ولكن هذا يعود لاشتياقهم للطعام ذاته. ولا تزال شعبيتها في ازدياد.
عاودت عربة الأطعمة نشاطها في السنوات الأخيرة من خلال مجموعة من العوامل في فترة ما بعد الركود.ونظرا لمجموعة واضحة من العوامل الأقتصادية والتكنولوجية المقترنة مع أطعمة الشوارع لكونها «عصرية» أو «أنيقة»، حيث كان هناك زيادة في عدد عربات الأطعمة في الولايات المتحدة. بدأت أعمال البناء تتلاشى في وقت ما، مما يؤدي إلى وجود فائض من عربات الأطعمة، وسرح الطهاة من المطاعم الراقية. وأيضا الطهاة المحترفين ذوي الخبرة فجأة بلا عمل، وبدت بذلك عربة الطعام خيارا واضحا للطهاة.
نيويورك ولوس أنجليس هما مثالان شائعان لعربة الأطعمة في المدن الكبرى الساحلية الأمريكية، ويمكن العثورعلى عربات الأطعمة الذواقة في الضواحي وكذلك المدن الصغيره وفي جميع أنحاء البلاد. كما يمكن استئجار عربات الأطعمة للمناسبات الخاصة، مثل حفلات الزفاف، تصوير الأفلام، واجتماعات الشركات، وأيضا تستأجر للإعلان وترويج الشركات والعلامات التجارية.

## عربة الأطعمة الذواقة
عربة الأطعمة الحديثة ليست مجرد عربة تاكو تقليدية قد تراها في مواقع البناء. لاحظت مجلة نيويورك في عام 2009 ان عربة الأطعمة تجاوزت إلى حد كبير تصنيف «روتش» الذي هو الآن مكان محترم للطهاة المحترمين لممارسة مهنتهم. تدير عربة الأطعمة الذواقة قائمة طعام من سلسلة من المأكولات الأصيلة والهجينة. تركز عربة الاطعمة في أغلب الأحيان على أطباق محدودة ولكن مبتكرة بأسعار معقولة، وأنها توفر للعملاء فرصة لتجربة الطعام الحصري. بالنسبة لمعظم العربات ايجاد البيئة الملائمة هي طريق النجاح. في حين قد تتخصص إحدى العربات في البرجر الغير مألوفة، وآخرى قد تكون مخصصة للفائف الكركند.و صنفت حتى الآن عربات الاطعمة تحت تصنيف «زاغت».
أصبح تتبع عربة الأطعمة سهل مع وسائل الأعلام الأجتماعية مثل الفيسبوك وتويتر، حيث يمكن أن تكون عربة الاطعمة الذواقة موجودة في أي وقت. مع التحديثات على العروض الخاصة، وقائمة الاطعمة الجديدة واي تغييرات للموقع. في الحقيقة، يمكن القول إن وسائل الإعلام الاجتماعي كان أكبر العوامل التي ساهمت في نجاح انجاز عربة الاطعمة الذواقة. بالإضافة إلى وسائل الاعلام الاجتماعية، هنالك عدد من التطبيقات يمكنك تتبع عربة الاطعمة عبر الهواتف الذكية.البعض من التطبيقات تغطي مناطق محددة والبعض يعمل في كل مكان.
. تتزايد شعبية المسيرات والحدائق المخصته بعربات الاطعمة في الولايات المتحدة. في المسيرات يمكن للناس ان يجدوا عربة الاطعمة المفضلة لديهم في مكان واحد يجمع الكثير من العربات وكذلك يمكن ان توفر وسيلة للعمل مع مختلف الثقافات تحت سقف واحد يجمعهم حب الطعام.
استضافت تامبا في 31 أغسطس 2013، أكبر تجمع لعربات الاطعمة في العالم يشهد بذلك حضور 99 عربة. تقدم الحدائق المختصة بعربة الاطعمة مواقع دائمة، وتوجد في المناطق الحضرية وشبة الحضرية في جميع انحاء الولايات المتحدة.
يسعى رواج عربة الاطعمة إلى إنشاء جمعيات لحماية أعمالهم ودعم حقوقهم مثل هيئة الغذاء المتنقل في فيلادلفيا.

## التجارة والاقتصاد
تخضع عربة الأطعمة لنفس المخاوف عند تجارة الخدمات الغذائية الأخرى. وتتطلب عادة عنوان محدد لإيصال التموينات. وقد يكون هناك حاجة لمطبخ تجاري لتحضير الطعام. وهناك مجموعة متنوعة من التراخيص يمكن الحصول عليها، وأيضا قانون الصحة للمراقبة. تشكل تكاليف العمالة والوقود جزءا كبير من النفقات العامة.
تختلف تعريفات ومتطلبات عربة الأطعمة القانونية على نحو واسع حسب البلد والمكان. فعلى سبيل المثال، تشمل بعض المتطلبات في تورونتو، وكندا، الأعمال التجارية وتأمين المسؤولية، والتسجيل لمشغل المركبات التجارية للعربات وأيضا تصاريح لكل بلدية على أن يجري تشغيلها في (وسط المدينة والعديد من الضواحي)، شهادة التعامل مع الأطعمة، وتراخيص القيادة المناسبة للسائقين وتراخيص المساعد للمساعدين، والرقابة الصحية.
كما تزايد عدد وشعبية عربات الأطعمة منطقة تلو الأخرى والتي تدفع بهم في الاندماج بالطعام، تستجيب الشرطة مع مشاكل المشرعين المحليين مع الأوضاع الجديدة، وتخشى المطاعم التقليدية المنافسة، والتي يجب حلها من خلال خلق في بعض الحالات الشكوك الهامة في مجال التجارة. تميزت شيكاغو منذ فترة طويلة بكونها المدينة الوحيدة في الولايات المتحدة التي لم تسمح لعربات الأطعمة لطهي الطعام عشوائيا، ويتطلب الأمر للعربات بإعداد الطعام في ان يكون مسجل تجاريا، ثم يحتاج تغليف وتسمية الطعام وتخزينه إلى طعام أكثر دفئا. تغيرت الأنظمة في عام 2012 بالسماح للطبخ على متن العربات بعد ضغط من مالكي ومؤيدي عربة الأطعمة بما في ذلك كلية الحقوق بجامعة شيكاغو. ومع ذلك، المثير للجدل بأن يطُلب من عربات الأطعمة بأن تركن 200 قدم بعيدا عن أي مطعم، والذي يستبعد فعليا مواقع وسط المدينة المزدحمة.
يقدم تجار الملابس المتخصصة لعربة الأطعمة في الولايات المتحدة، خدمات التشغيل الشاملة التي يمكن أن تشمل مفهوم التنمية والتدريب، ودعم الأعمال التجارية، وبالإضافة إلى تزويد العربة بالملابس. تصدر عربة الأطعمة في الولايات المتحدة، 1.2 مليار $ في مجال الصناعة.
وقد أثبتت امكانية التوسع من عربة واحدة لأسطول ومتاجر للبيع بالتجزئة. ازداد عدد صانعة كولهس للمثلجات الذواقة في لوس انجليس من عربة واحدة في عام 2009 إلى 11 عربة، ومحلين تجاريين وأكثر من 2.500 متجر شريكة للبيع بالتجزئة في سبتمبر 2014.

## حول أنحاء العالم

### آسيا
يتطلب المطبخ الذي تقدمه عربة الأطعمة في آسيا مهارات بسيطة، ومرافق أساسية وأيضا نسبة صغيرة من رأس المال . وغالبا تكون وفيرة وفي مجال واسع جدا للعمل، مع إمكانية كبيرة للحصول على دخل. يواجه الأفراد صعوبة في العثور على عمل في القطاعات الرسمية، تجد في كثير من الأحيان المغامرة في هذه الصناعة، كما أنه يسمح للعائلات للمشاركه بالطبخ وإعداد الأطعمة التي تباع للعامة من الناس. يتضمن الإستئناف المحافظة على عربة الأطعمة ولا يكمن فقط في متطلبات رأس المال المنخفض، ولكن أيضا في مرونة الساعات مع قيود أقل وفقا للموقع . تعكس أطعمة الشوارع في الغالب على ثقافة ونكهة محلية. تجذب عربات الأطعمة المستهلكين في أنها غالبا ما تكون وسيلة غير مكلفة لتحقيق الوجبات السريعة. يرجع الفضل في النجاح الواسع إلى الموقع والترويج الشفوي.

### أستراليا
عربة الأطعمة متوفرة في جميع أنحاء أستراليا، ومنتشرة في كل مكان باعتبارها اتجاه شائع في وسائل الإعلام . يوجد على الدليل الوطني الأسترالي الإلكتروني، مواقع تواجد عربات الأطعمة وسرد قائمة بأسماء 170 منها .

### بلجيكا
كانت عربات رقائق البطاطس منذ فترة طويلة مطلب رئيسي للريف البلجيكي . تمارس جمعية عربة الأطعمة البلجيكية الضغط على عربات الأطعمة في الشارع لجعلها قانونية . كانت بروكسل أول مدينة أوروبية تقترح مواقع لعربات الأطعمة في مباريات كرة القدم . تضم بلجيكا أيضا مهرجان عربة الأطعمة في بروكسل سنويا في شهر مايو، وتعد هي الأكبر من نوعها في أوروبا .

### كندا
تسمى عربات الأطعمة في كندا بالمقاصف (كلمة فرنسية تعني الكافتيريا) في كبيبك، تتواجد في جميع أنحاء البلاد، وتقدم مجموعة متنوعة وواسعة من المأكولات، بما في ذلك أي نوع من أنواع ساندويشات الجبن المشوي إلى المكسيكيون . تقدم عربة الأطعمة فيج ريل واي إكسبريس في فانكفور، مأكولات هندية طازجة، وإيضا حصلت على جائزة اختيار الشعب لحصولها على أفضل مطعم مبتكر في كندا لسنة 2013 . ستواجه عربات الأطعمة في النهائيات مقابل 34 مطعم تقليدي . بعد استطلاع لمجلة إينروت الكندية التابعة للناقل الوطني للطيران .

### فرنسا
على الرغم من أن عربات الأطعمة شائعة في الأسواق الخارجية، ظهرت عربات الطراز الأمريكي في باريس لأول مره عام 2012 لبيعها الأطعمة ذات جودة المطعم. يلزم على مالكيها الحصول على إذن من أربع وكالات حكومية منفصلة، بما في ذلك شرطة المحافظة، ولكن تقدم العربات " العروض وتشمل سندويشات التاكو والهامبرجر وبحسب ما ورد أنها تحظى بشعبية كبيرة.

### المكسيك
على الرغم من أن أطعمة الشارع في المكسيك غير منظمة، لكن من جهة أخرى تزداد شعبية عربات الأطعمة اعتبارا من 2013 وأنشأ أصحاب عربات الأطعمة جمعية لمتابعة التدريب المهني والتوسع في القطاع التجاري. بالإضافة إلى عربات الأطعمة والمطاعم في الشوارع، وهناك الأسواق العادية المنظمة لتقديم منتجاتها للمستهلكين.
أصدرت السلطات المحلية سلسلة من القوانين الخاصة ردا على هذه الشعبية ولدمج القوانين إلى مخططات قانونية التي من شأنها ان تساعد في ترتيب استمارة التجارة. كما برز نموذج عمل لعربة الأطعمة الجديدة، يبدأ بعض لاعبي كمال الاجسام المحليين بجعل عربات الأطعمة من شركات صناعة السيارات الكبرى إلى مركبات جديدة .

### المملكة المتحدة
ظهرت عربات الأطعمة مع ظهور وسائل النقل الآلي خلال الحرب العالمية الثانية وأصبحت إلى وسيلة شائعة الأستعمال. واستخدمت المقاصف المتنقلة في معظم المسارح التابعة للحرب لرفع الروح المعنوية وتوفير الطعام وذلك بعد نتيجة لنجاح تجربة سيدة الشاي.
تعرف عربات الأطعمة اليوم بأسم عربات الوجبات الخفيفة، ويمكن العثور عليها تقريبا في كافة طرق الشاحنات الرئيسية على جانب الطريق أو في المناطق التي لديها شارع كبير للمشاة والمخصصة للسكان، وعلى سبيل المثال تكون في مهرجانات القرية أو مراكز المدينة. ويمكن لهذه العربات في أن تتخصص في مختلف أنواع الأطعمة التي لا تعد ولا تحصى، مثل الكعك المحلى، والبرجر، والبطاطا مع الفلفل الحار، بالإضافة إلى الأطعمة الأصيلة . يفضل بعض الناس التوقف عند عربات الوجبات الخفيفة أثناء سفرهم، ويرجع ذلك إلى انخفاض أسعار الوجبات، وبدلا من التوقف عند محطة خدمة الطريق السريع حيث يمكن أن تكون الأسعار مرتفعة للغاية.

### في الثقافة الشعبية
- يمكن أن ترى ظاهرة عربة الأطعمة في الولايات المتحدة باستمرار على شاشة التلفزيون الغذائي الوطني، كلا سباق عربة الأطعمة الكبير (برنامج واقعي على قناة الطبخ «فوود نت وورك») طعام شارع (يبث على محطة سيستر، قناة الطبخ)، ميزة عربات الأطعمة وعربات الطعام المتنقلة أنها تتواجد في جميع أنحاء الولايات المتحدة.

- تواجه عربة الأطعمة في قناة الطبخ «فوود نت وورك» كندا، تنافس أربعة فرق للفوز بالجائزة الكبرى، واستخدام عربة متخصصة بالأطعمة لمدة سنة واحدة. وأيضا على نت وورك «قناة طبخ»، حلقة من طفل في متجر الحلوى وهو يبدو وراء الكواليس في عربة الحلوى الذواقة .

- في عام 2014 فيلم الكوميديا والدراما الأمريكي «الشيف»، تدور احداثه عن طاهِ للمطاعم الراقية، وانهيار مطبخه واكتشاف حبه للطبخ مره أخرى بينما كان يقود ويعمل على عربة أطعمة بسيطة في جميع أنحاء أمريكا.

- في حلقة «عراك الأطعمة» للمسلسل التلفزيوني «ذا قلاديس» الموسم 3، وتدور أحداث المسلسل حول المطاعم في محاولة للقضاء على منافسة عربة الأطعمة لهم .

## معرض الصور

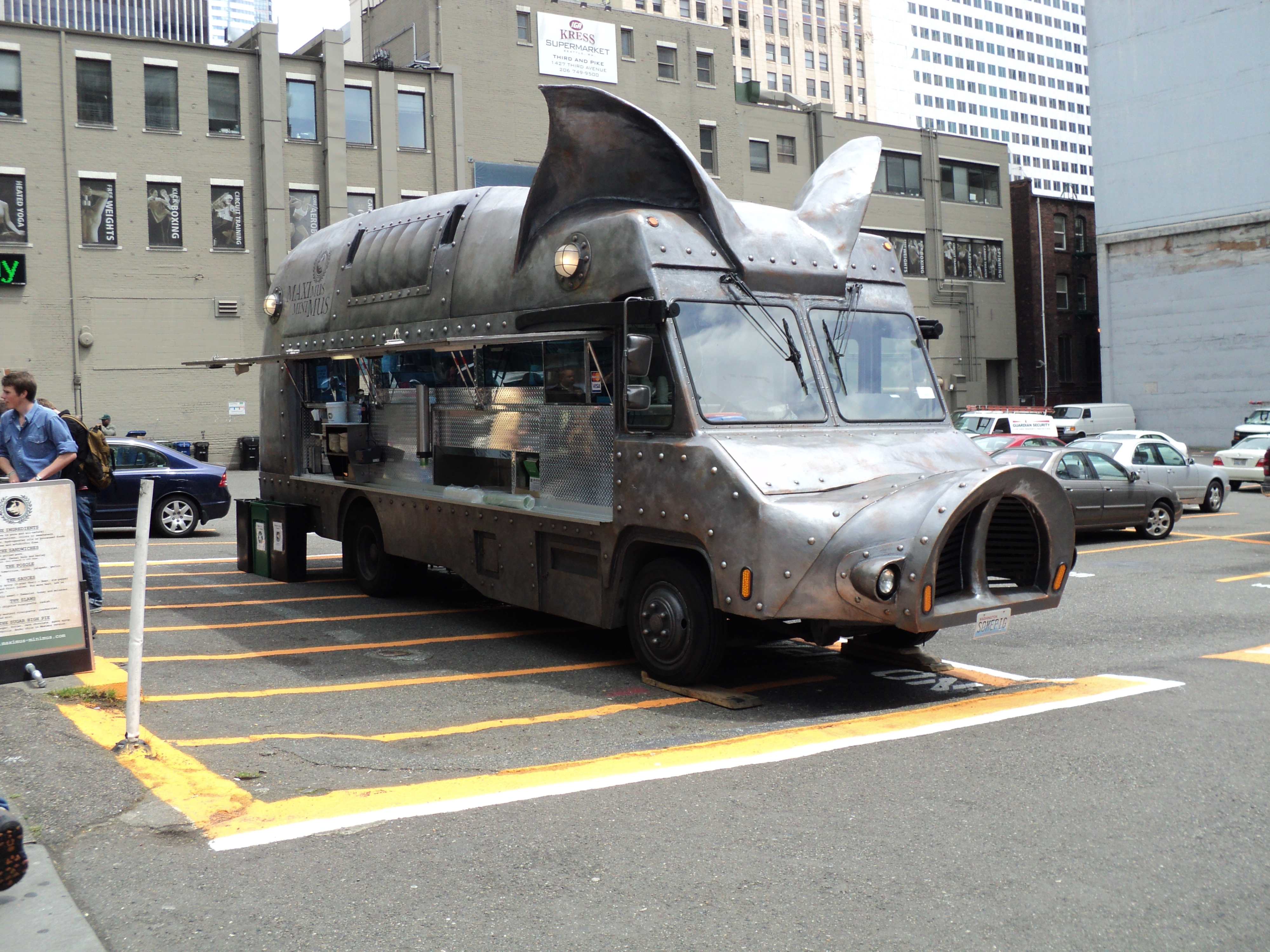
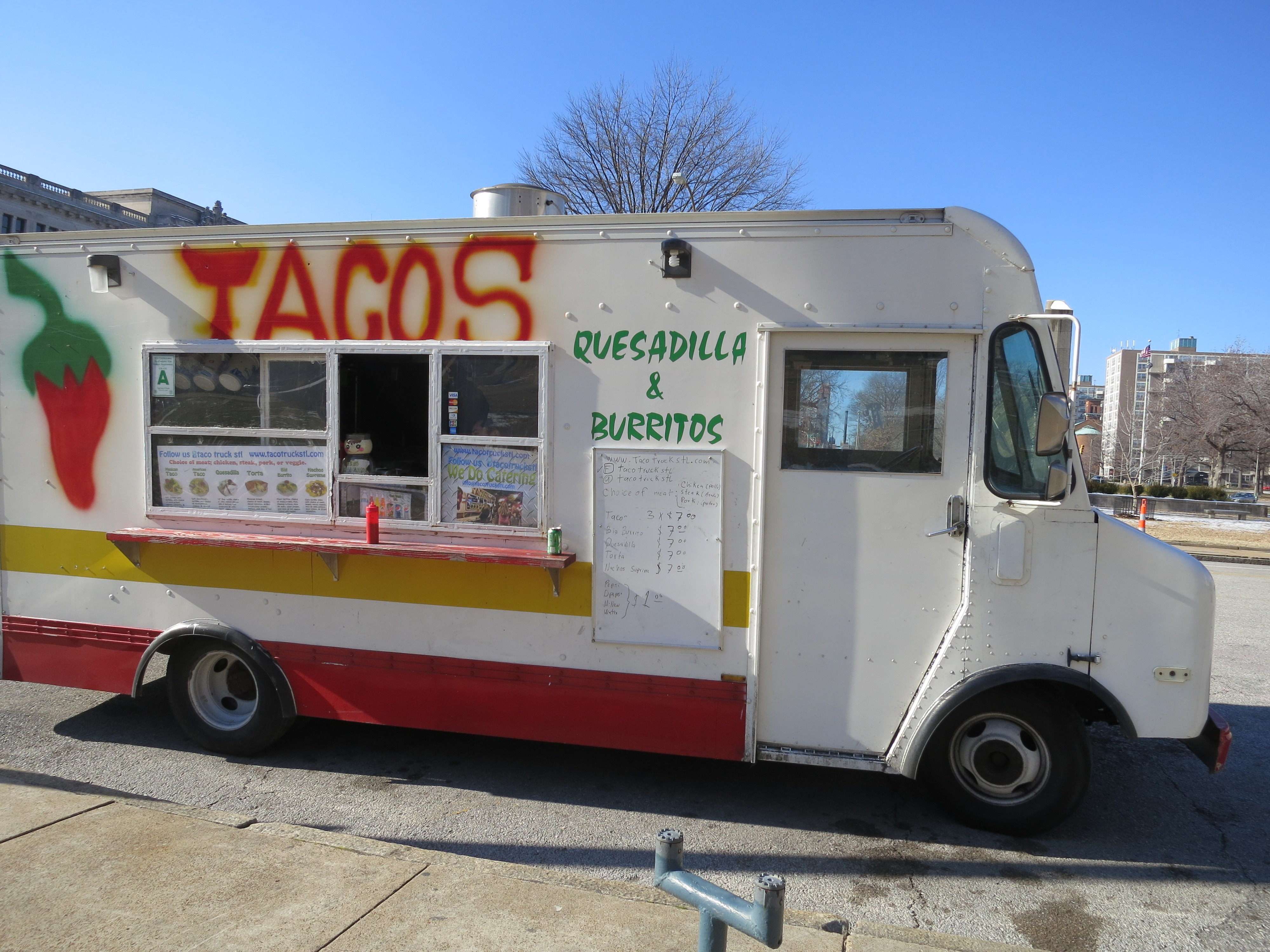
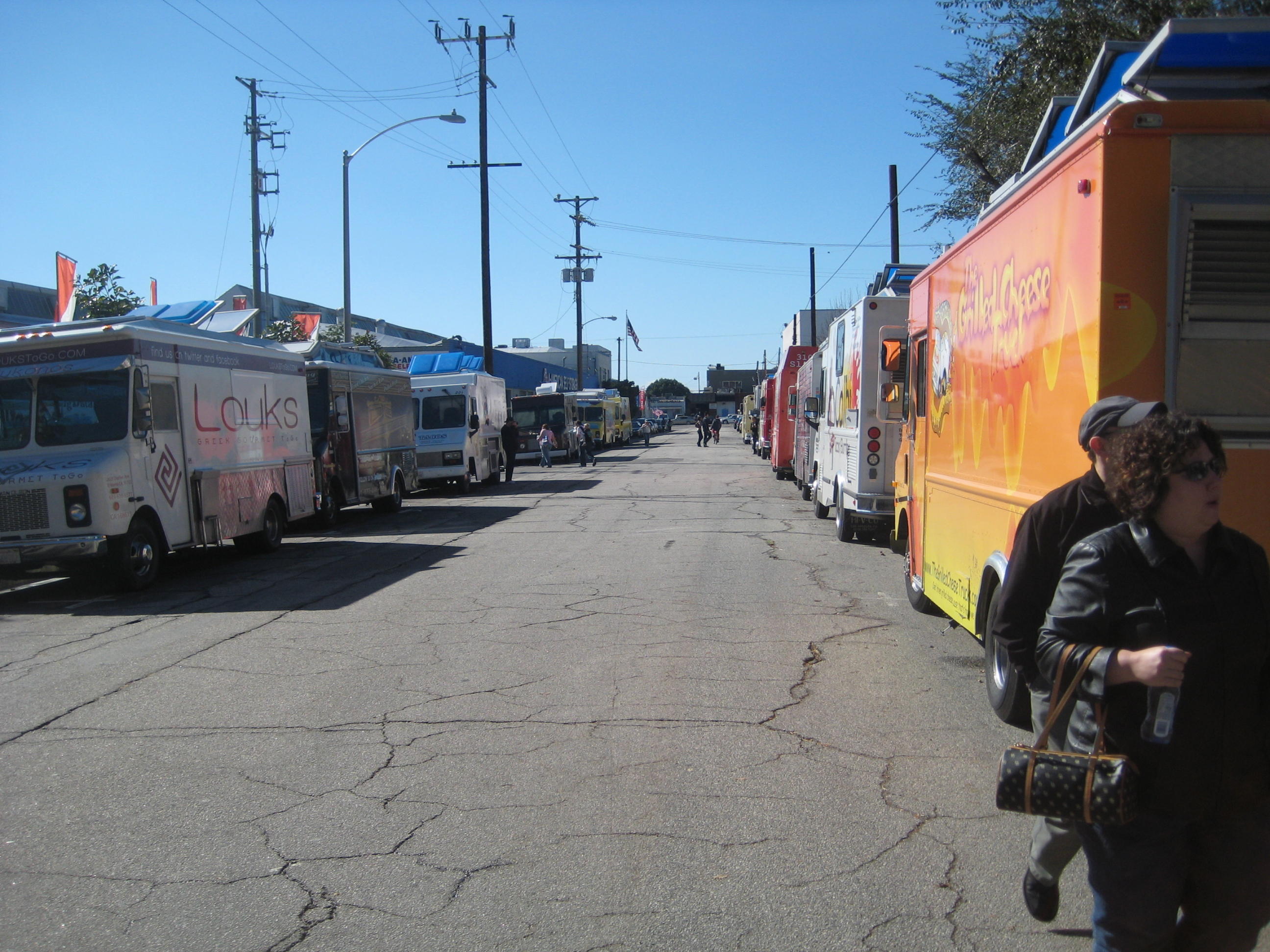